# 青木信之 (総務官僚)
青木 信之（あおき のぶゆき、1958年〈昭和33年〉 - ）は、日本の自治・総務官僚。埼玉県副知事、総務省自治税務局長、消防庁長官などを歴任。

## 来歴
長野県生まれ。栄光学園中学校・高等学校を経て、1982年（昭和57年）3月、東京大学法学部を卒業。同年4月、自治省に入省。
入省後、自治省大臣官房企画室企画第一係長、自治省財政局準公営企業室課長補佐、自治省大臣官房企画室課長補佐、同総務課課長補佐、自治省行政局行政課課長補佐、同局公務員部給与課課長補佐、財政局財政課課長補佐、総務省自治財政局公営企業課地域企業経営企画室長、総務省消防庁総務課国民保護室長、自治行政局財務調査課長、自治税務局都道府県税課長、同局企画課長、総務省大臣官房審議官（財政制度・財務担当）などを歴任した他、長崎県庁、大分県庁、埼玉県庁、外務省、内閣府などに出向し、大分県企画調整課主幹、同公害規制課長、同財政課長、埼玉県県民部次長、同総合政策部次長、同総合政策部長、同副知事、内閣府大臣官房審議官（併）内閣府本府道州制特区担当室長（併）内閣官房内閣審議官（内閣官房副長官補付）を務め、官僚として地方財政や地方税制を担当し、地方公共団体財政健全化法の制定に携わった。
2015年（平成27年）7月31日、総務省自治税務局長に就任。
2016年（平成28年）6月30日、消防庁長官に就任。在任中、熊本地震の被災地を視察した。翌2017年（平成29年）7月25日、辞職。同年11月1日、三菱UFJ信託銀行顧問に就任。

## 人物
- 長崎県庁に赴任した際、後の長崎県知事である中村法道が指導教官を務め、中村から仕事の仕方やお酒の飲み方まで様々なことを教わった[14]。青木曰く、中村は手先が器用で真面目な性格と先進性を持ち合わせており、電卓で予算書を作成していた時代にワープロのソフトを使い、中村の「日本一先進的な財政課を目指す」との宣言の下、効率的に予算書を作成していた[14]。その後、長崎大水害などに遭遇しながらも長崎県庁で1年半勤め上げ、霞が関に戻ることになった際には、中村などの職場の仲間が長崎駅まで見送りに来て万歳三唱をしてくれたという[14]。
- 中津市長の奥塚正典とは大分県庁勤務時に一緒に働いており、消防庁長官の就任に際して奥塚から表敬を受けた[15]。